# Formicivora serrana
El hormiguerito serrano (Formicivora serrana) es una especie de ave paseriforme de la familia Thamnophilidae perteneciente al género Formicivora. Es endémico del sureste de Brasil.

## Distribución y hábitat
Se distribuye por el sureste de Brasil, desde el este de Minas Gerais y adyacente centro de Espírito Santo hasta el valle del río Paraíba do Sul en el extremo sureste de Minas Gerais y noroeste de Río de Janeiro. Las poblaciones de la subespecie littoralis se encuentran únicamente en la región costera del centro del estado de Río de Janeiro.
Esta especie es considerada poco común y local en sus hábitats naturales: los matorrales y crecimientos arbustivos secundarios tropicales y subtropicales, hasta los 1300 m de altitud, la subespecie littoralis en matorrales de restinga al nivel del mar.

## Sistemática

### Descripción original
La especie H. serrana fue descrita por primera vez por el ornitólogo austríaco Carl Eduard Hellmayr en 1929 bajo el nombre científico Neorhopias serrana; la localidad tipo es «Sete Lagoas, Minas Gerais, Brasil».

### Etimología
El nombre genérico femenino «Formicivora» se compone de las palabras del latín «formica» que significa ‘hormiga’ y «vorare» que significa ‘devorar’; y el nombre de la especie «serrana», proviene del portugués «serra» que significa ‘sierra’ o ‘cerro’.

### Taxonomía
Forma un clado con Formicivora melanogaster. Estudios recientes envolviendo análisis morfométricas, de plumaje y vocales de Firme y Raposo (2011) indicaron que la presente especie es polimórfica, variando geográficamente como un cline norte-sur, pero mostrando variaciones tanto individuales como inter-populacionales. Sobre esta base, el taxón Formicivora littoralis no es considerado como especie plena por el Congreso Ornitológico Internacional (IOC), por Aves del Mundo (HBW) y más recientemente por Clements checklist/eBird, que lo consideran como la subespecie F. serrana littoralis, ya que, según los autores, F. serrana interposita y F. littoralis no son especies filogenéticamente válidas debido a la falta de caracteres diagnósticos. El Comité de Clasificación de Sudamérica (SACC) aguarda urgentemente una propuesta para reconocer el cambio taxonómico, mientras el Comité Brasileño de Registros Ornitológicos (CBRO) todavía la considera como especie plena.

### Subespecies
Según las clasificaciones del Congreso Ornitológico Internacional (IOC) y Clements Checklist/eBird se reconocen tres subespecies, con su correspondiente distribución geográfica:
- Formicivora serrana serrana (Hellmayr, 1929) – sureste de Brasil (este de Minas Gerais y adyacente centro de Espírito Santo).
- Formicivora serrana interposita Gonzaga & Pacheco, 1990[13] – valle del río Paraíba do Sul en el extremo sureste de Minas Gerais y adyacente noroeste de Río de Janeiro.
- Formicivora serrana littoralis Gonzaga & Pacheco, 1990 – litoral de Río de Janeiro (municipalidades de Cabo Frío, São Pedro da Aldeia, Arraial do Cabo, Araruama, Saquarema y Armação dos Búzios) y en las cercanas islas de Comprida y Cabo Frío.